# Andrei Mandache
Andrei Mandache, né le 2 octobre 1987 à Arad (Roumanie), est un joueur international roumain de basket-ball évoluant au poste de meneur. Il est le fils de l'entraîneur Gheorghe Mandache, sélectionneur notamment de l'équipe féminine roumaine.

## Biographie
Né à Arad, Mandache débute le basket-ball à l'âge de huit ans et fait ses débuts avec l'équipe première du CS Gloria Arad à seulement quatorze ans en deuxième division, sous la direction de l'entraîneur Dragan Petričević.
Après avoir refusé une proposition de contrat à long terme à Arad, il rejoint le CSM Oradea en 2005, avec lequel il accède à la première division nationale. En 2006, à la suite du Championnat d'Europe des -18 ans, il part aux États-Unis pour intégrer un programme de formation de la Winchendon School (en). Il y a notamment l'occasion de s'entraîner sous la supervision de Tim Grover (en), ancien préparateur de Michael Jordan. Malgré une expérience enrichissante, il ne poursuit pas au niveau universitaire américain et revient en Roumanie en 2008.
De retour en Europe, il enchaîne plusieurs clubs roumains, dont Brașov, Otopeni et Steaua Bucarest, où il côtoie des joueurs d'expérience et participe à des compétitions européennes telles que l’EuroChallenge. En 2012, il rejoint le club chypriote Keravnos, avec lequel il remporte la Coupe de Chypre, son premier trophée national.
De retour en Roumanie, il évolue notamment à Mediaș et Cluj, avant de retrouver Oradea, où il connaît les moments les plus marquants de sa carrière. Entre 2015 et 2018, il remporte deux titres de champion national et participe également à la Ligue des Champions.
Sur le plan international, Mandache représente la Roumanie à plusieurs reprises, notamment lors de l'EuroBasket 2017, où il réalise un triple-double en marquant 14 points, 10 rebonds et 11 passes décisives face au Monténgro; plus aucun joueur n'avait réalisé de triple-double dans un Euro depuis Toni Kukoč en 1995.
En fin de carrière, il revient à Steaua Bucarest, tout en amorçant une transition vers le coaching, s’impliquant dans la formation des jeunes joueurs.

## Palmarès
| Steaua Bucarest - Finaliste de la Coupe de Roumanie (ro) en 2011. Keravnós Strovólou (1) - Vainqueur de la Coupe de Chypre (en) en 2012. | CSM Mediaș (en) (1) - Vainqueur de la Coupe de Roumanie (ro) en 2013. CSM Oradea (2) - Champion de Roumanie en 2016 et 2018. - Finaliste de la Coupe de Roumanie (ro) en 2016 et 2018. - Finaliste de la Supercoupe de Roumanie (ro) en 2016 et 2018. |